# Öresundsspärren
Öresundsspärren var ett svensk-tyskt ubåtsnät som under andra världskriget gick från Vikens hamn tvärs över Öresunds norra inlopp till Hornbæk på norra Själland.
Öresundsspärren lades ut i juni 1940, och avlöste en kortvarig minspärr i Kogrundsrännan i södra inloppet till Öresund, sydväst om Klagshamn, som lagts ut på tysk begäran.